# Schianno
Schianno (S’ciànn in dialetto varesino) è una frazione parte del territorio comunale di Gazzada Schianno in provincia di Varese: si trova ad est del centro abitato, verso Lozza. Costituì un comune autonomo fino al 1927.

## Storia
Schianno è citato per la prima volta in un documento del 852 proveniente dal Monastero di Sant’Ambrogio di Milano e poi indicato come Sgiano negli statuti delle strade e delle acque del contado di Milano nel 1346. Fu sede di Arcipretura fino al 1421 con la Chiesa dei Santi Cosma e Damiano situata nel cuore del paese. Schianno fu poi compreso nel feudo della Fraccia superiore di Varese prima dei Girami (1538), poi dei Visconti (1538), feudo donato nel 1647 ai Visconti Borromeo ed infine ereditato nel 1750 dai Visconti Borromeo Arese. Registrato agli atti del 1751 come un borgo di 300 abitanti, nel 1786 Schianno entrò per un quinquennio a far parte nella Provincia di Gallarate poi divenuta Provincia di Varese. Alla proclamazione del Regno d'Italia napoleonico nel 1805 risultava avere 364 abitanti. Nel 1809 il municipio fu soppresso a seguito del decreto 4 novembre 1809 b), che lo aggregò all'allora comune di Bizzozero tornando in seguito autonomo nel 1816 con il Regno Lombardo-Veneto, al ritorno degli austriaci. L'abitato crebbe poi discretamente, tanto che nel 1853 risultò abitato da 589 anime, salite a 646 nel 1871, con un andamento positivo che continuò in tutta la seconda metà del XIX secolo, tanto che nel 1921 si registrarono 987 residenti. Nonostante ciò, nel 1927 il fascismo decise la definitiva soppressione del comune, unendolo a Gazzada, nel nuovo comune di Gazzada Schianno